# Front Obrer Camperol Estudiantil i Popular
El Front Obrer Camperol Estudiantil i Popular (FOCEP) (en castellà: Frente Obrero Campesino Estudiantil y Popular, FOCEP) és un partit polític del Perú, establert inicialment com una aliança política. Va ser fundat com un front ampli el 1977 entorn a Genaro Ledesma Izquieta, al Partit Socialista dels Treballadors, al Partit Comunista Peruà - Bandera Roja de Saturnino Paredes i al Partit Obrer Marxista Revolucionari. El FOCEP va participar en les eleccions constituents de 1978 i va obtenir 12 dels 100 escons. Després, el grup es va convertir en un partit, però només amb el grup entorn de Ledesma.
Va participar en les eleccions de 1980, i després en les eleccions de 1985 i de 1990 en aliança amb EU dins de la seva llista.
Manté bones relacions amb el Partit del Treball de Corea. L'any 1992 va signar la Declaració de Pionyang, durant el 80è aniversari de Kim Il-sung.